# Palenque
Palenque je mayská archeologická lokalita, nalézající se v blízkosti řeky Usumacinta v mexickém státě Chiapas. Nachází se zhruba 130 km jižně od Ciudad del Carmen.

## Architektonické a umělecké objekty v lokalitě

### Palác
Palác je komplex několika propojených budov, prostranství a teras, postavených během několika generací. Palácové budovy jsou ozdobeny množstvím plastik a basreliefů.

### Chrám nápisů

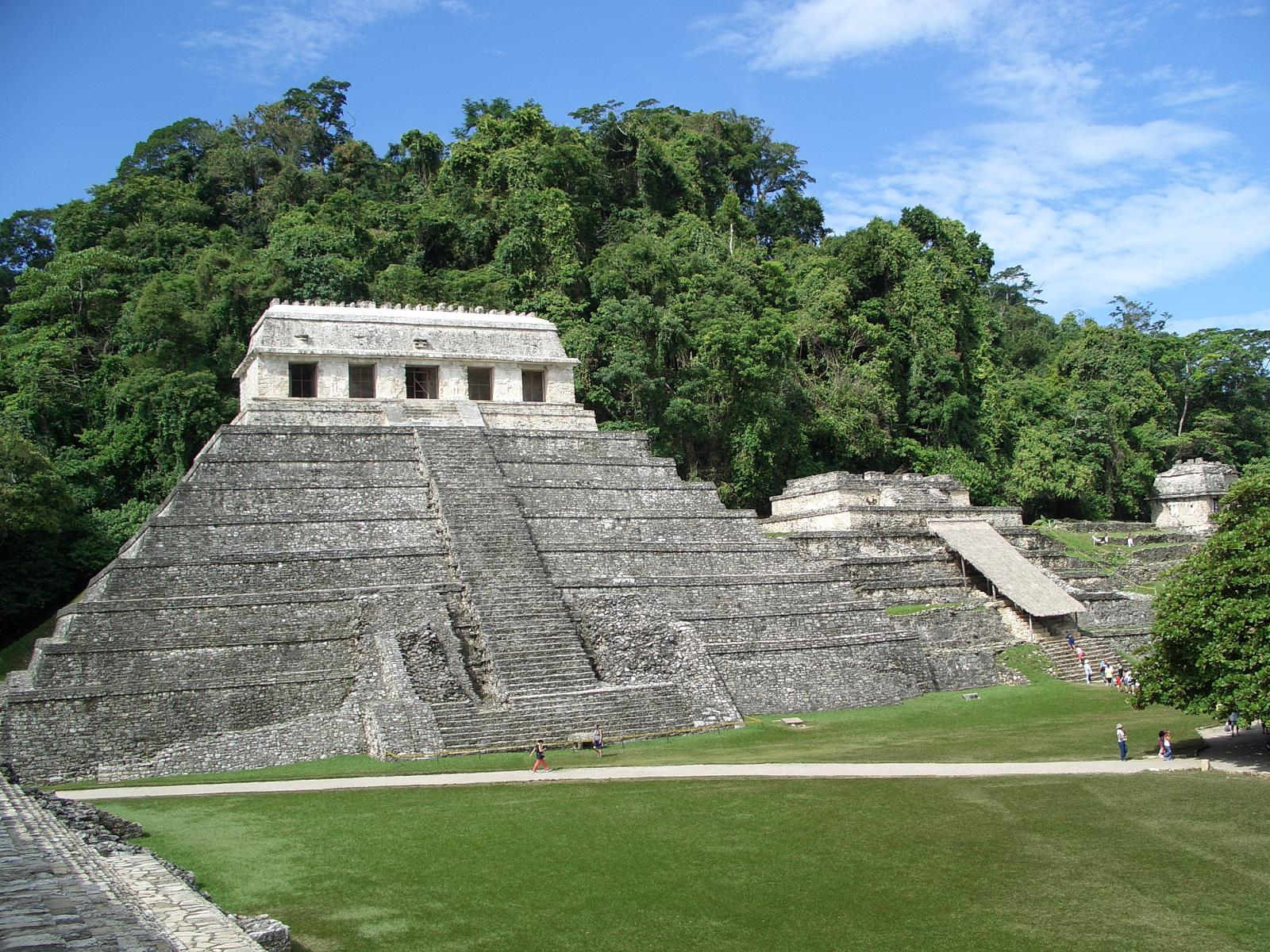
Palenque: Vlevo Chrám nápisů; Vpravo Chrám XIII s Hrobkou Červené královny; Zcela vpravo Chrám XII (Chrám Lebky)

Chrám nápisů sloužil zhruba od roku 675 jako pohřební památník mayského vládce Kʼinich Janaabʼ Pakala.
V objektu chrámu se nachází druhý nejdelší (po mayském hieroglyfickém textu v Copánu) vytesaný text, který zaznamenal 180 let historie města v období od 4. do 12. K'atunu. V chrámu nápisů je ukryt rovněž sarkofág s víkem, pokrytý velmi významným reliéfem, tzv. reliéfem z Palenque. Nachází se pod podlahou chrámu, v zasypané chodbě se schodištěm, na nejspodnější úrovni pyramidy, kde jej objevil mexický archeolog Alberto Ruz v roce 1952. V sarkofágu jsou ostatky nejznámějšího vládce Palenque, panovníka Kʼinich Janaabʼ Pakala. Mexická vláda nicméně brání návštěvníkům v přístupu jak k originálu sarkofágu v Chrámu nápisů, který je jinak sám o sobě přístupný prohlídce, tak i k jeho replice v Národním antropologickém muzeu v Ciudad de Mexico. Není možné jej fyzicky spatřit, pouze jeho starší fotografie na internetu a repliky dříve pořízené vědci. Význam znaků a vyobrazení není vzhledem k rozporným výkladům dodnes objasněn.

### Skupina chrámů Kříže

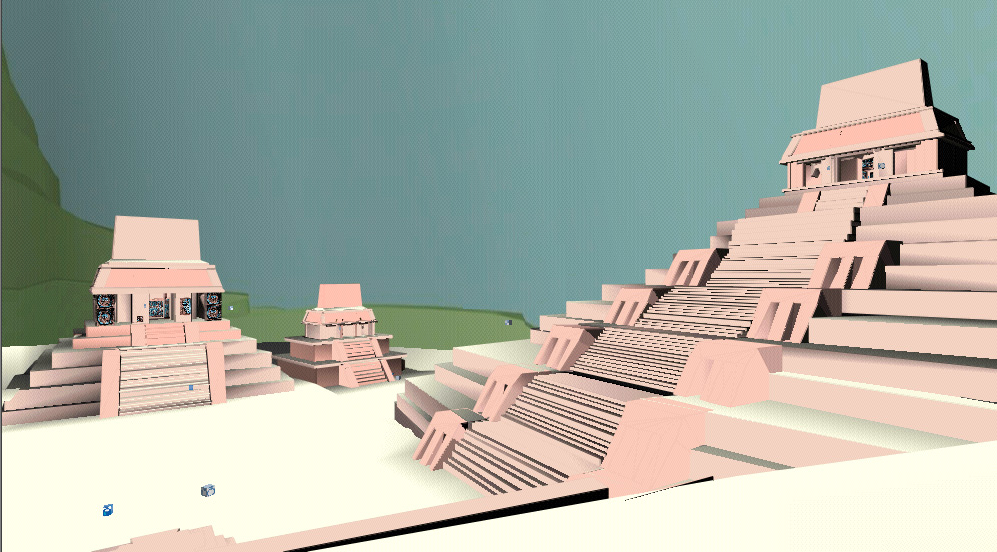
Rekonstrukce skupiny Chrámů Kříže

Jde o skupinu tří chrámů – Chrámu Kříže, Chrámu slunce, a Chrámu Tepaného kříže. Tyto chrámy jsou také postaveny na vrcholcích menších pyramid a jsou ozdobeny tesanými reliéfy. Chrámy byly pojmenovány prvními objeviteli, kteří nalezli obrazy ve tvaru křížů, které však ve skutečnosti vyjadřují v mayské mytologii strom stvoření.

### Další objekty
- Akvadukt zbudovaný z velkých kamenných kvádrů a s tři metry vysokou klenbou, přivádějící vodu z řeky Otulum.
- Lví chrám se nachází asi 200 metrů od skupiny chrámů Kříže a je pojmenován po basreliéfu vládce, sedícího na trůnu ve tvaru jaguára.
- Structure XII s basreliéfem znázorňující boha smrti.
- Chrám Lebky, který získal své jméno podle štukové lebky, nacházející se na pilíři obdélníkového vchodu.

Součástí areálu je muzeum se objasňují historii osídlení.

### Beletrie
V Palenque se odehrává část děje románu Maxe Frische Homo Faber.

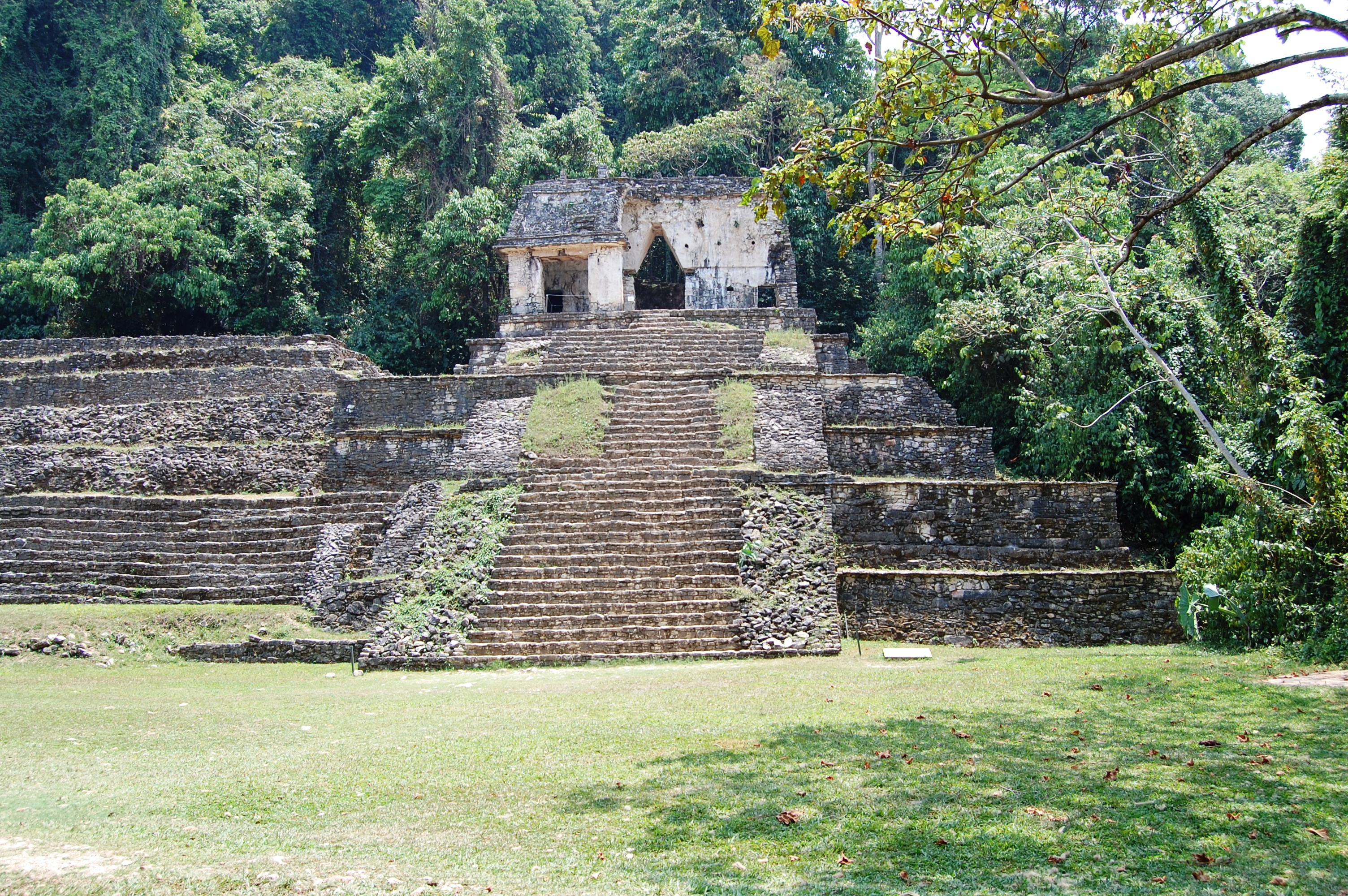
Chrám Lebky